# Lista de sucos de Timor-Leste

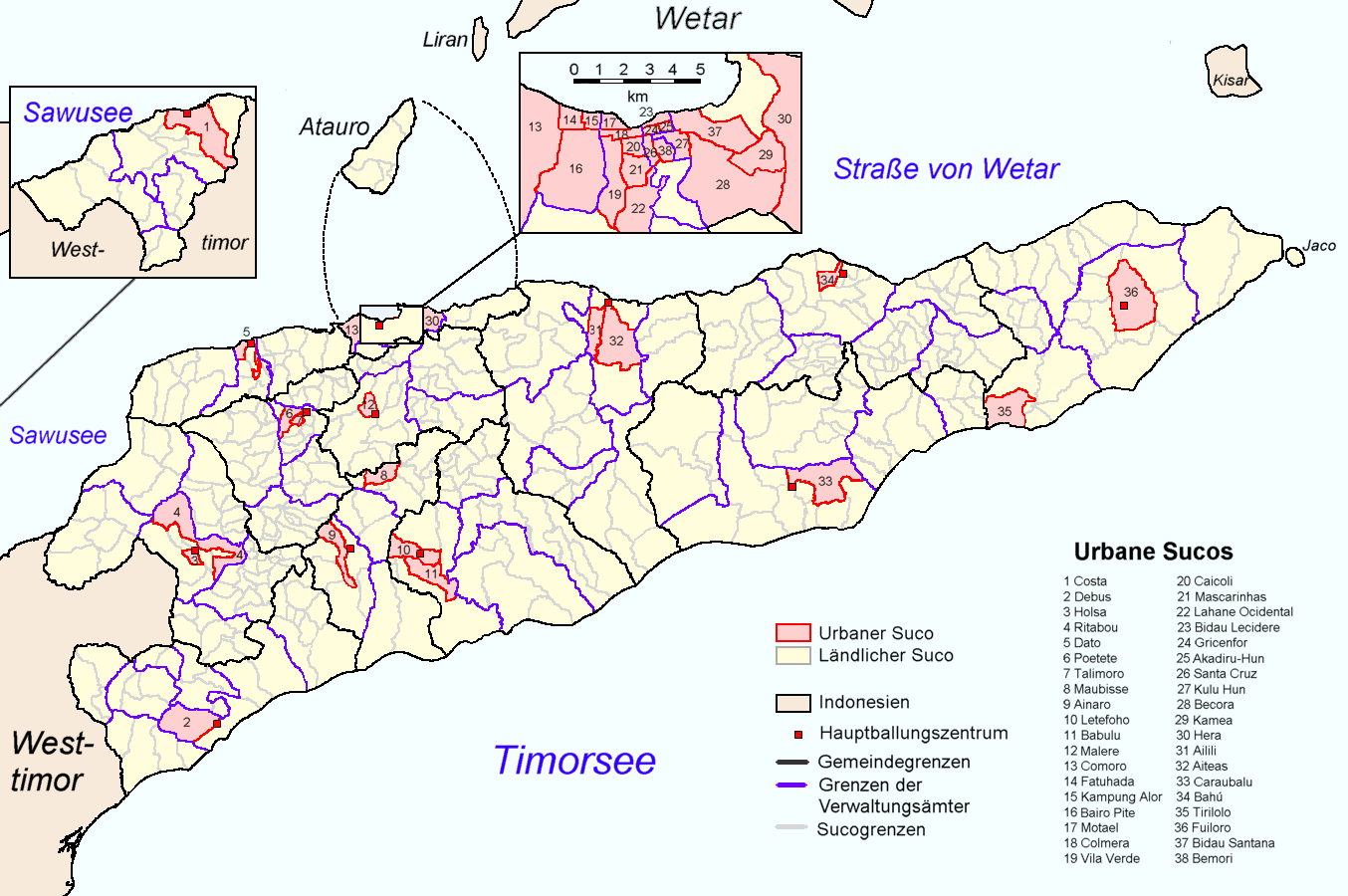
Mapa de municípios, posto administrativos e sucos de Timor-Leste

Timor-Leste é um país que possui uma estrutura organizacional própria que é fruto da fusão de influências da colonização portuguesa e da ocupação indonésia, as quais afetaram a forma como a população timorense realiza o planeamento de seu território. Assim, as subdivisões de Timor-Leste estão organizadas pelas seguintes estruturas administrativas subnacionais:
- Municípios;
- Postos administrativos;
- Sucos;
- Vilas, aldeias e lugares.

Os 65 postos administrativos de Timor-Leste são subdivididos em 452 sucos e 2233 vilas, aldeias e lugares.
Portanto, os sucos são divisões territoriais de terceiro nível em Timor-Leste.

## Município Aileu

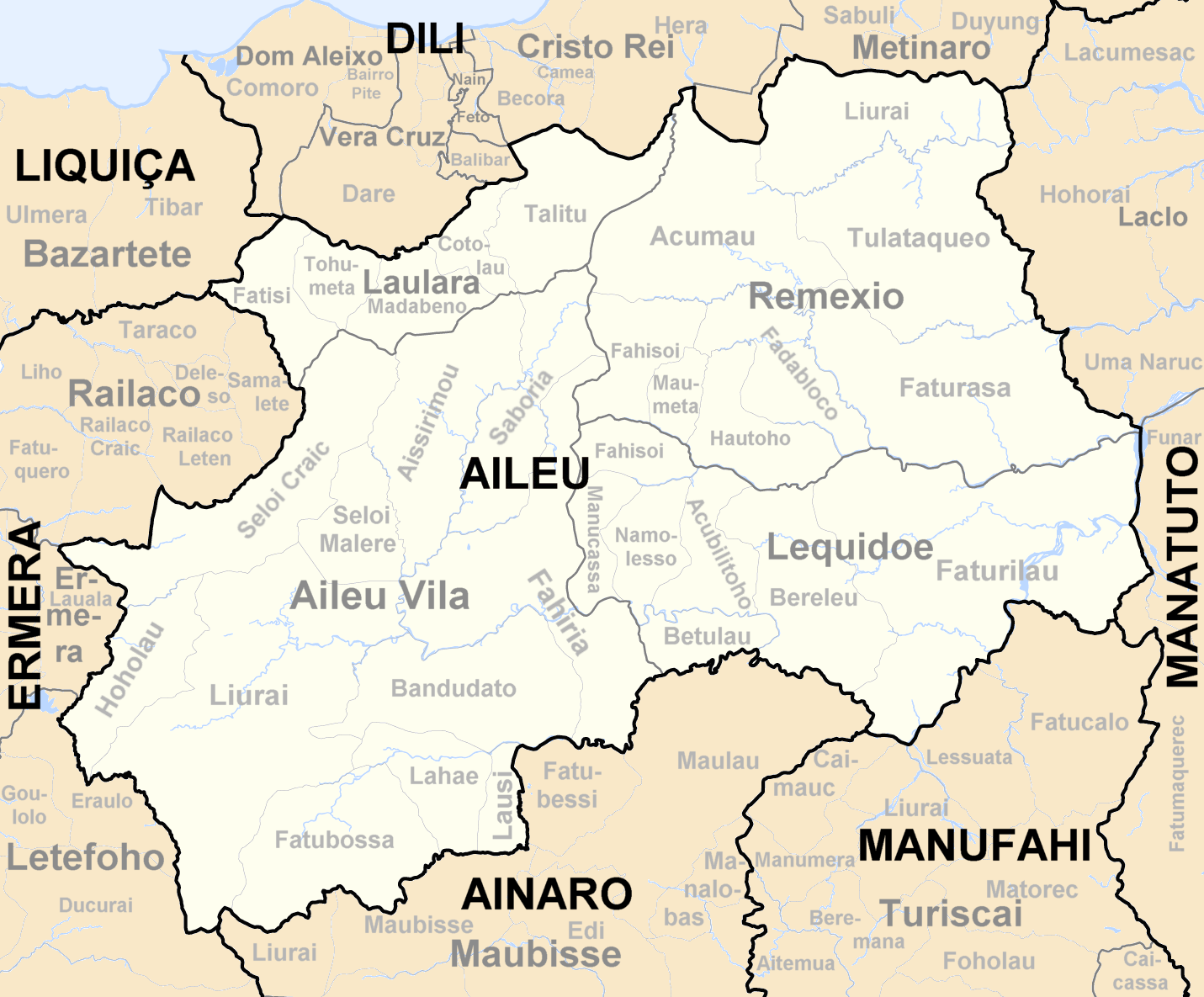
Sucos de Aileu

- Posto administrativo Aileu
  - Suco Aisirimou
  - Suco Bandudatu
  - Suco Fahiria
  - Suco Fatubosa
  - Suco Hoholau
  - Suco Lahae
  - Suco Lausi
  - Suco Liurai
  - Suco Malere
  - Suco Saboria
  - Suco Seloi Kraik
- Posto administrativo Laulara
  - Suco Fatisi
  - Suco Kotolau
  - Suco Madabeno
  - Suco Talitu
  - Suco Tohumeta
- Posto administrativo Liquidoe
  - Suco Acubilitoho
  - Suco Bereleu
  - Suco Betulau
  - Suco Fahisoi
  - Suco Fautrilau
  - Suco Manukasa
  - Suco Namleso
- Posto administrativo Remexio
  - Suco Acumau
  - Suco Fadabloko
  - Suco Fahisoi
  - Suco Faturasa
  - Suco Hautuho
  - Suco Liurai
  - Suco Maumeta
  - Suco Tulatakeu

## Município Ainaro

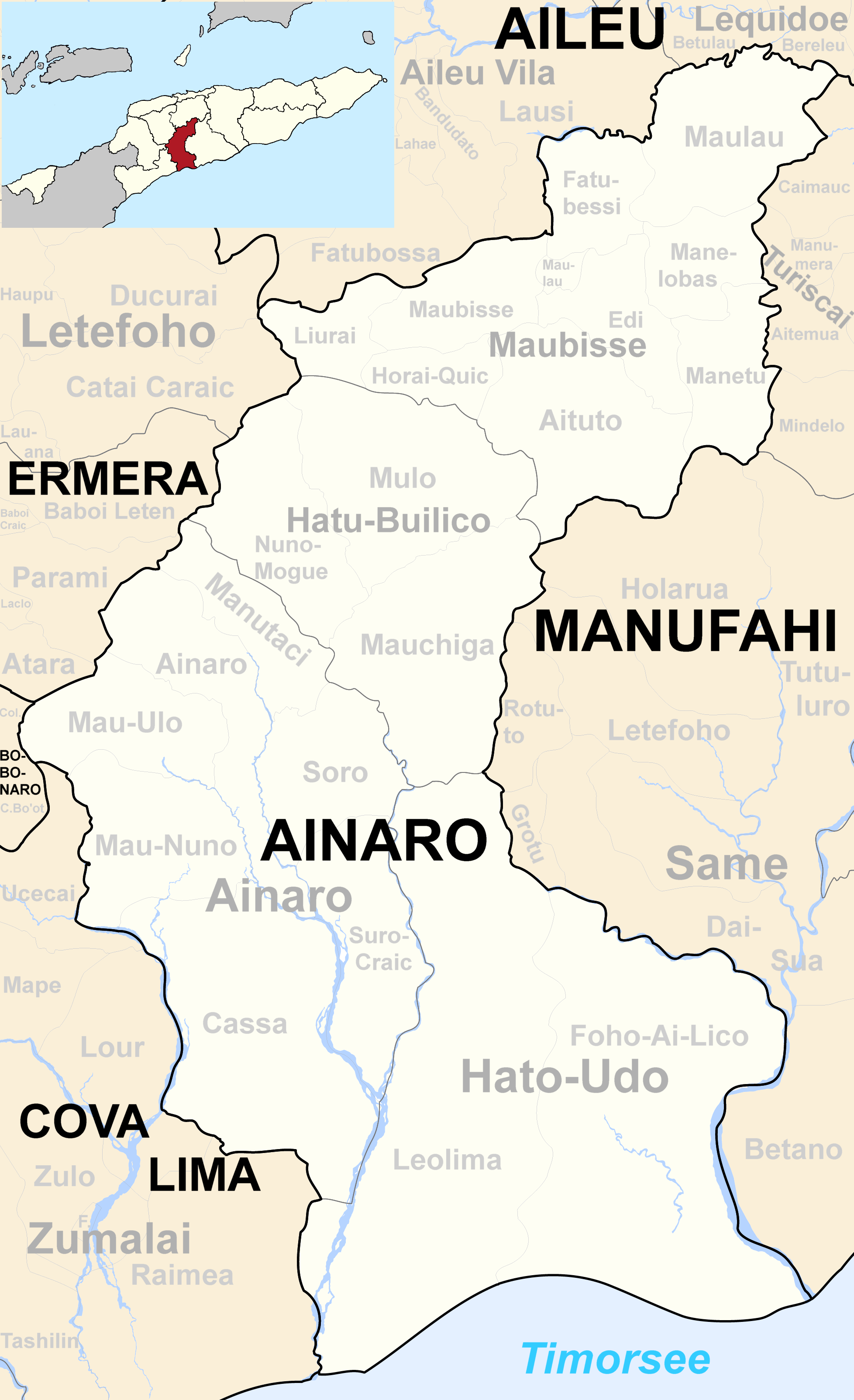
Sucos de Ainaro

- Posto administrativo Ainaro
  - Suco Ainaro
  - Suco Cassa
  - Suco Manutassi
  - Suco Mau-Nunu
  - Suco Mau-Ulo
  - Suco Soro
  - Suco Suro-Craic
- Posto administrativo Hatu Builico
  - Suco Mulo
  - Suco Mauchiga
  - Suco Nunu Mogue
- Posto administrativo Hatu Udo
  - Suco Beikala
  - Suco Leolima
- Posto administrativo Maubisse
  - Suco Aituto
  - Suco Edi
  - Suco Fatubessi
  - Suco Horiauic
  - Suco Liurai
  - Suco Manelobas
  - Suco Manetu
  - Suco Maubisse
  - Suco Maulau

## Município Baucau

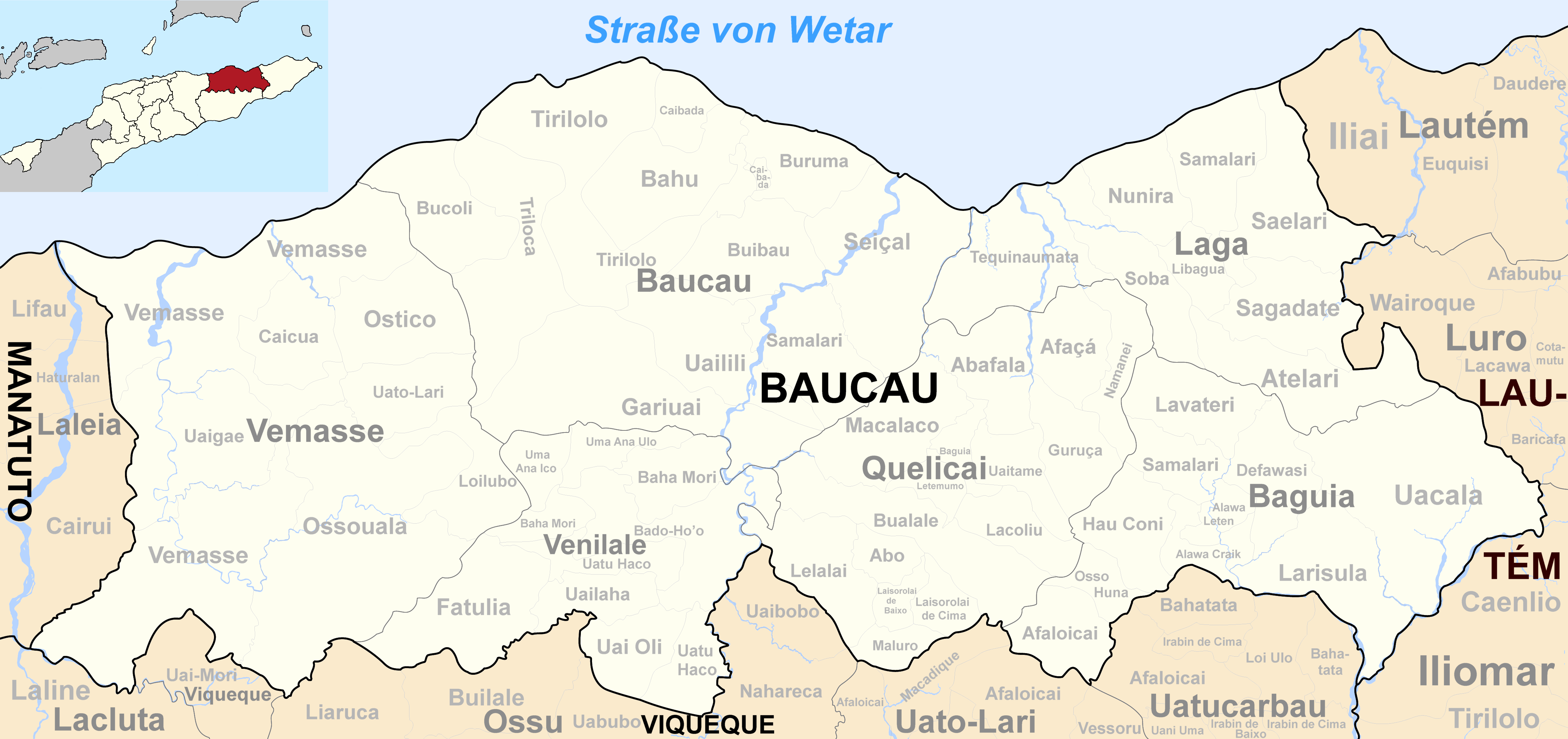
Sucos de Baucau

- Posto administrativo Baguia
  - Suco Afaloicai
  - Suco Alaua-Craik
  - Suco Alaua-Leten
  - Suco Defa-Uassi
  - Suco Hae-Coni
  - Suco Larisula
  - Suco Lavateri
  - Suco Osso-Huna
  - Suco Samalari
  - Suco Uacala
- Posto administrativo Baucau
  - Suco Bahú
  - Suco Bucoli
  - Suco Buibau
  - Suco Buruma
  - Suco Caibada Uaimua
  - Suco Samalari
  - Suco Seiçal
  - Suco Tirilolo
  - Suco Triloka
  - Suco Gariuai
  - Suco Uailili
- Posto administrativo Laga
  - Suco Atelari
  - Suco Libagua
  - Suco Nunira
  - Suco Saelari
  - Suco Sagadate
  - Suco Samalari
  - Suco Soba
  - Suco Tequinaumata
- Posto administrativo Quelicai
  - Suco Abafala
  - Suco Abo
  - Suco Afaçá
  - Suco Baguia
  - Suco Bualale
  - Suco Guruça
  - Suco Lacoliu
  - Suco Laisorulai de baixo
  - Suco Laisorulai de cima
  - Suco Lelalai
  - Suco Letemumo
  - Suco Macalaco
  - Suco Maluro
  - Suco Namanei
  - Suco Uaitame
- Posto administrativo Vemasse
  - Suco Caicua
  - Suco Loilubo
  - Suco Ossoala
  - Suco Ostico
  - Suco Uaigae
  - Suco Uatu-Lari
  - Suco Vemasse
- Posto administrativo Venilale
  - Suco Bado-Ho’o
  - Suco Bahamori
  - Suco Fatulia
  - Suco Uailaha
  - Suco Uai-Oli
  - Suco Uatu-Haco
  - Suco Uma-Anaico
  - Suco Uma Analu

## Município Bobonaro

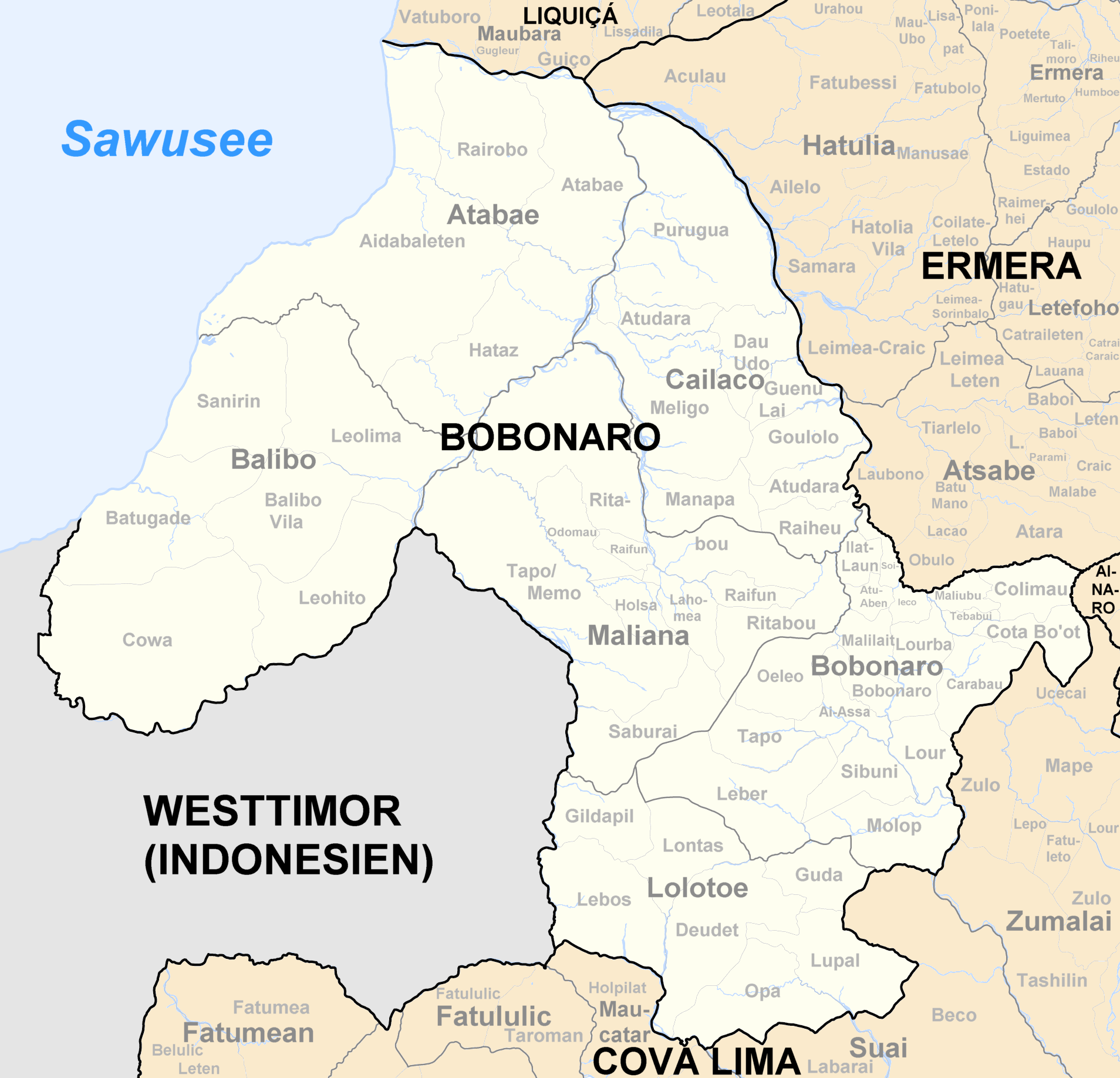
Sucos de Bobonaro

- Posto administrativo Atabae
  - Suco Aidabaleten
  - Suco Atabai
  - Suco Rairobo
  - Suco Hataz
- Posto administrativo Balibo
  - Suco Balibo Kota
  - Suco Batugade
  - Suco Cová
  - Suco Leohitu
  - Suco Leolima
  - Suco Sanirin
- Posto administrativo Bobonaro
  - Suco Ai-Assa
  - Suco Atu Aben
  - Suco Bobonaro
  - Suco Carabau
  - Suco Colimau
  - Suco Cota Bo’ot
  - Suco Ilatlaun
  - Suco Leber
  - Suco Lour
  - Suco Lourba
  - Suco Maliubu
  - Suco Malilait
  - Suco Molop
  - Suco Oe-Leu
  - Suco Sibuni
  - Suco Soi Leco
  - Suco Tapo
  - Suco Tebabui
- Posto administrativo Cailaco
  - Suco Atudara
  - Suco Daudo
  - Suco Goulolo
  - Suco Guenolai
  - Suco Manapa
  - Suco Miligo
  - Suco Purogoa
  - Suco Raiheu
- Posto administrativo Lolotoe
  - Suco Deudet
  - Suco Gildapil
  - Suco Guda
  - Suco Lebos
  - Suco Lontas
  - Suco Lupai
  - Suco Opa
- Posto administrativo Maliana
  - Suco Holsa
  - Suco Lahomea
  - Suco Odamau
  - Suco Rai Fun
  - Suco Ritabou
  - Suco Saburai
  - Suco Tapo Memo

## Município Cova Lima

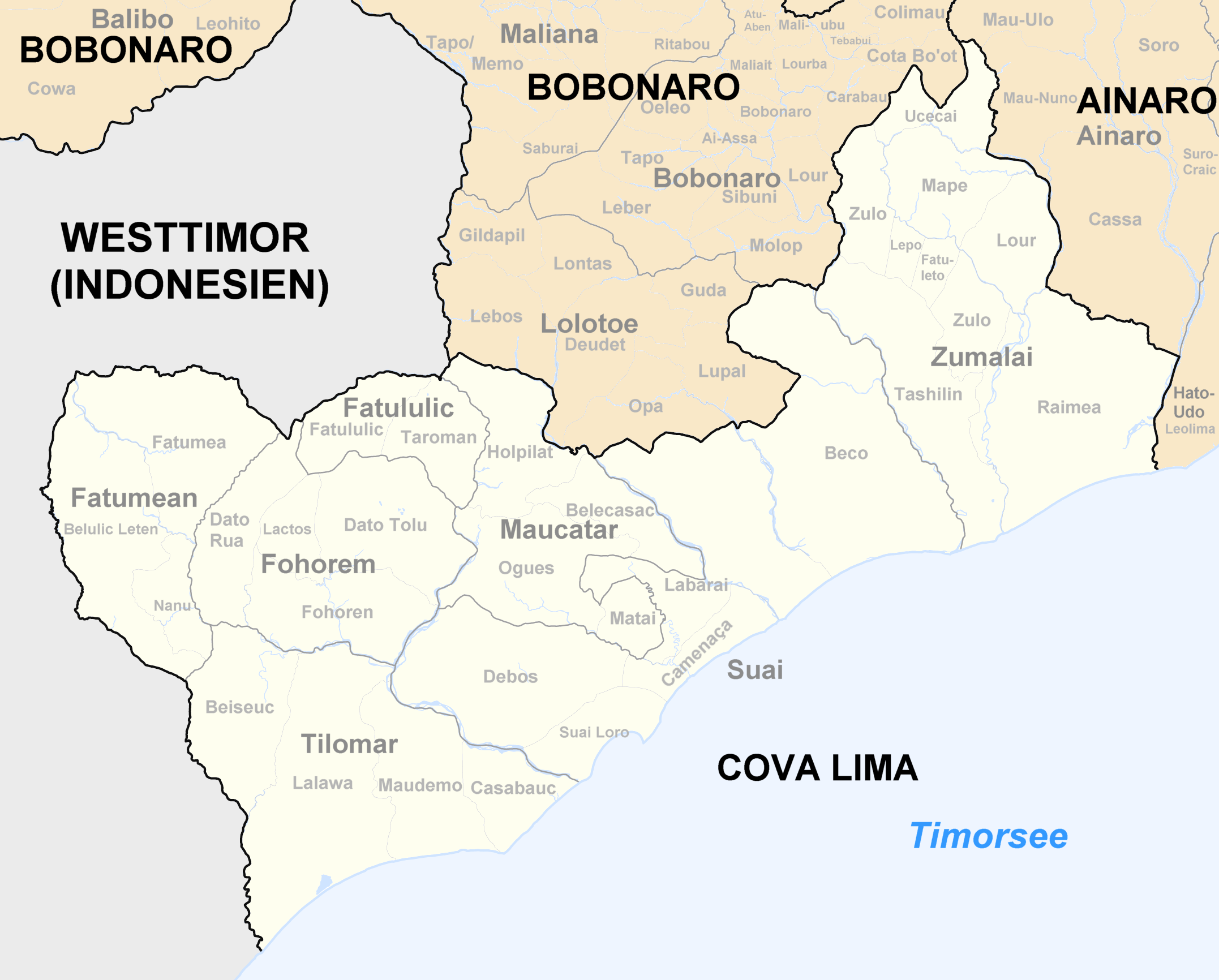
Sucos de Cova Lima

- Posto administrativo Fatululik
  - Suco Fatululik
  - Suco Taroman
- Posto administrativo Fatumean
  - Suco Beluluik Leten
  - Suco Fatumean
  - Suco Nanu
- Posto administrativo Fohoren
  - Suco Dato Rua
  - Suco Dato Tolu
  - Suco Fohoren
  - Suco Lactos
- Posto administrativo Mape-Zumalai
  - Suco Beco II
  - Suco Fatuleto
  - Suco Lepo
  - Suco Lour
  - Suco Mape
  - Suco Raimera
  - Suco Ucecai
  - Suco Zulo
- Posto administrativo Maucatar
  - Suco Belecasac
  - Suco Holpilat
  - Suco Matai
  - Suco Ogues
- Posto administrativo Suai
  - Suco Beco I
  - Suco Debus
  - Suco Labarat
  - Suco Kamenasa
  - Suco Suai
- Posto administrativo Tilomar
  - Suco Foholulik
  - Suco Lalawa
  - Suco Maudemu

## Município Díli

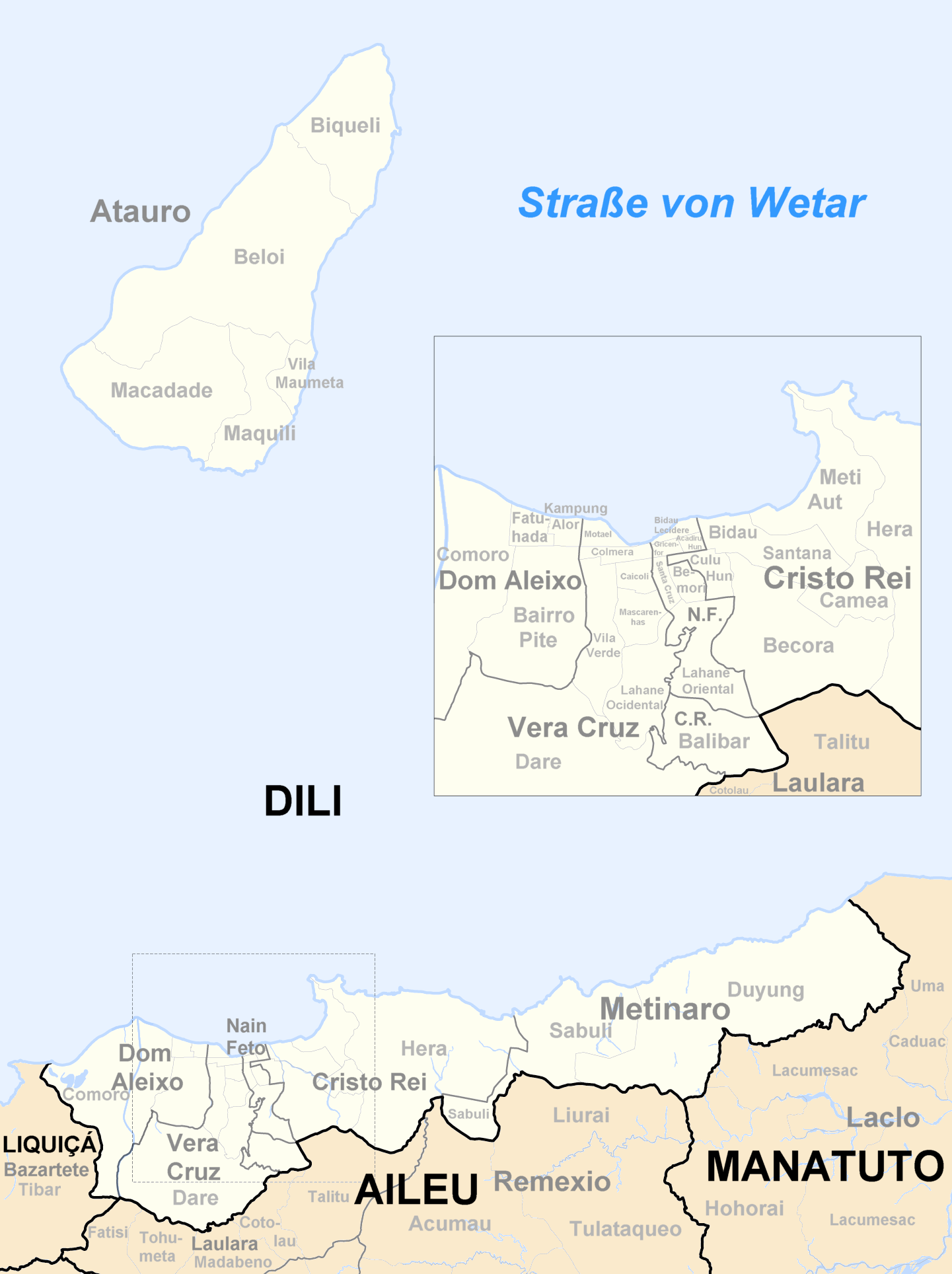
Sucos de Díli

- Posto administrativo Ataúro
  - Suco Beloi
  - Suco Biqueli
  - Suco Macadade
  - Suco Maquili
  - Suco Vila Maumeta
- Posto administrativo Cristo Rei
  - Suco Balibar
  - Suco Becora
  - Suco Bidau Santana
  - Suco Hera
  - Suco Kamea
  - Suco Kulu Hun
  - Suco Meti Aut
- Posto administrativo Dom Aleixo
  - Suco Bairro Pite
  - Suco Comoro
  - Suco Fatuhada
  - Suco Kampung Alor
- Posto administrativo Metinaro
  - Suco Duyung
  - Suco Sabuli
- Posto administrativo Nain Feto
  - Suco Akadiru-Hun
  - Suco Bemori
  - Suco Bidau Lecidere
  - Suco Grecinfor
  - Suco Lahane Oriental
  - Suco Santa Cruz
- Posto administrativo Vera Cruz
  - Suco Caicoli
  - Suco Colmera
  - Suco Dare
  - Suco Lahane Ocidental
  - Suco Mascarenhas
  - Suco Motael
  - Suco Vila Verde

## Município Ermera

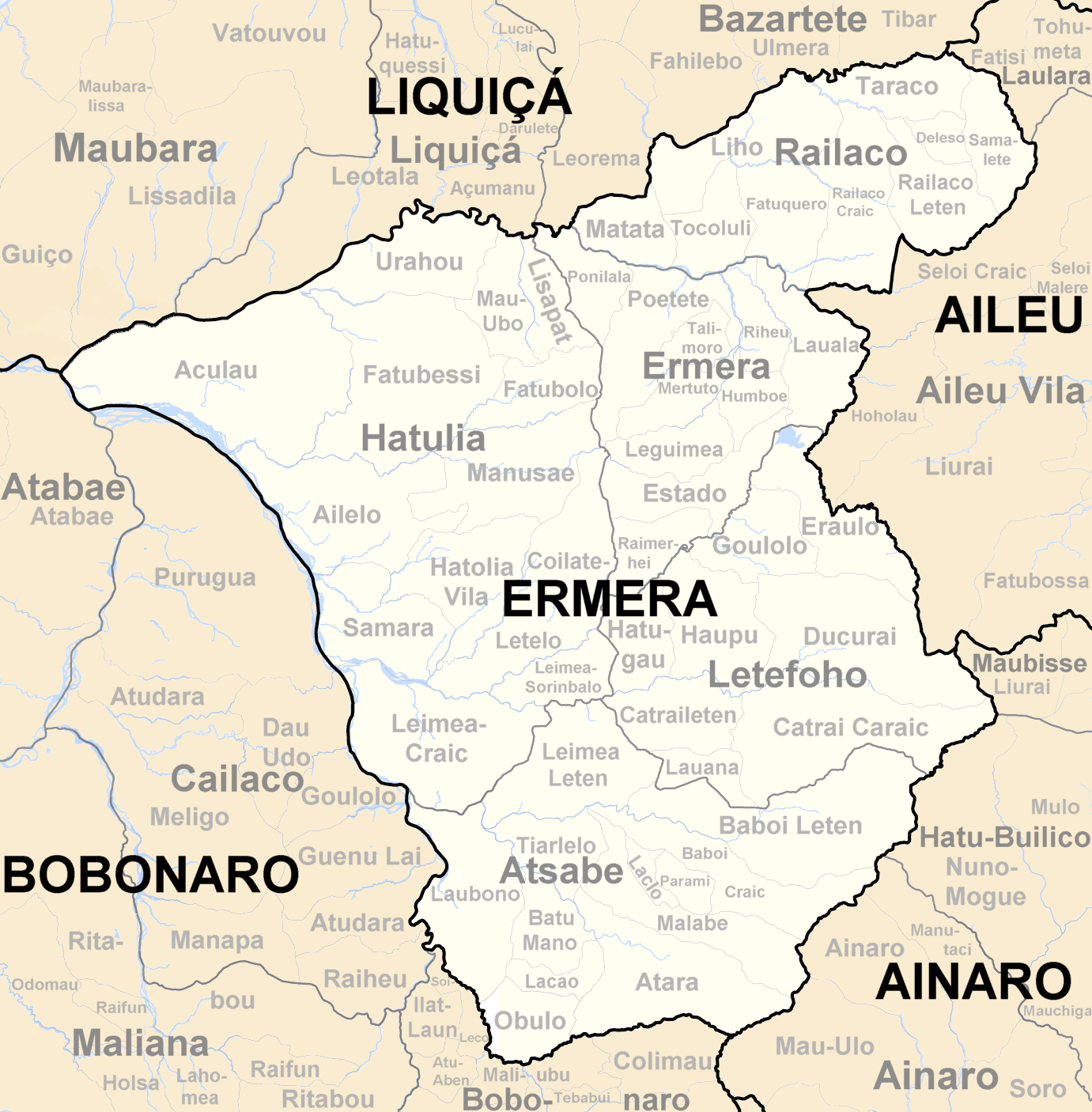
Sucos de Ermera

- Posto administrativo Atsabe
  - Suco Atara
  - Suco Baboe Kraik
  - Suco Baboe Leten
  - Suco Batu Manu
  - Suco Laklo
  - Suco Lasaun
  - Suco Laubonu
  - Suco Leimea Leten
  - Suco Malabe
  - Suco Obulo
  - Suco Paramin
  - Suco Tiarlelo
- Posto administrativo Ermera
  - Suco Estado
  - Suco Humboe
  - Suco Lauala
  - Suco Liguimea
  - Suco Mertutu
  - Suco Poetete
  - Suco Ponilala
  - Suco Raimerhei
  - Suco Riheu
  - Suco Talimoro
- Posto administrativo Hatulia
  - Suco Ailelo
  - Suco Asulau/Sare
  - Suco Fatubolu
  - Suco Fatubessi
  - Suco Hatulia
  - Suco Koliate Leotelu
  - Suco Leimea Kraik
  - Suco Leimea Sarinbalu
  - Suco Lisapat
  - Suco Manusea
  - Suco Mau ubu
  - Suco Samara
  - Suco Urahou
- Posto administrativo Letefoho
  - Suco Dukurai
  - Suco Eraulo
  - Suco Goulolo
  - Suco Hatugau
  - Suco Katrai Kraik
  - Suco Katrai Leten
  - Suco Lauana
  - Suco Letefoho
- Posto administrativo Railaco
  - Suco Fatuquero
  - Suco Lihu
  - Suco Matata
  - Suco Deleso
  - Suco Railaco Kraik
  - Suco Railako Leten
  - Suco Samaleten
  - Suco Taraso
  - Suco Tokoluli

## Município Lautém

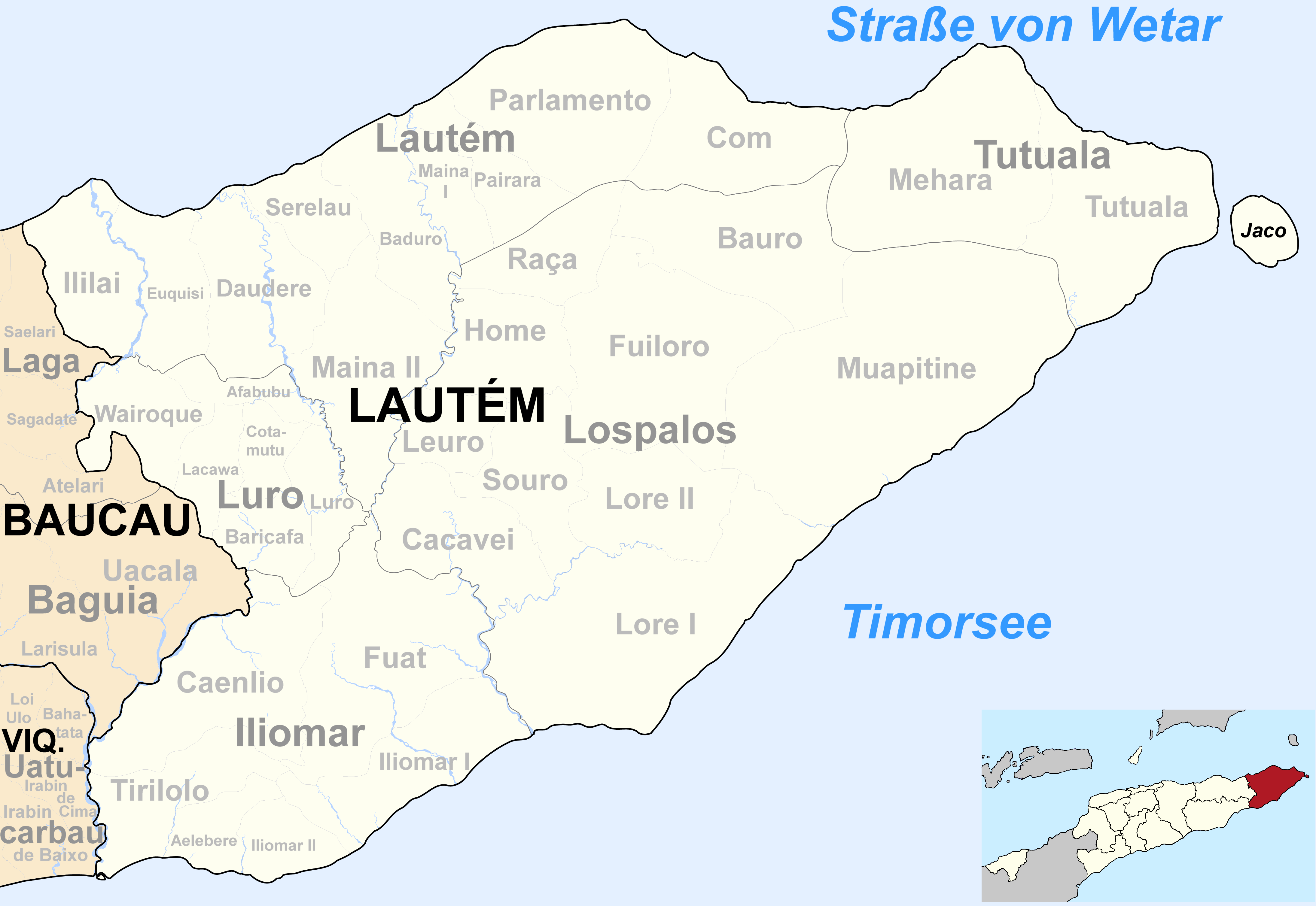
Sucos de Lautém

- Posto administrativo Iliomar
  - Suco Iliomar I
  - Suco Iliomar II
  - Suco Ailebere
  - Suco Fuat
  - Suco Cainliu
  - Suco Tirilolo
- Posto administrativo Lautém
  - Suco Baduro
  - Suco Com
  - Suco Daudere
  - Suco Eukisi
  - Suco Ililai
  - Suco Maina I
  - Suco Maina II
  - Suco Pairara
  - Suco Parlamento
  - Suco Serelau
- Posto administrativo Lospalos
  - Suco Bauro
  - Suco Cacaven
  - Suco Fuiloro
  - Suco Home
  - Suco Leuro
  - Suco Loré I
  - Suco Loré II
  - Suco Muapitine
  - Suco Raça
  - Suco Souro
- Posto administrativo Luro
  - Suco Afabubu
  - Suco Baricafa
  - Suco Cotamuto
  - Suco Lakawa
  - Suco Luro
  - Suco Wairoke
- Posto administrativo Tutuala
  - Suco Mehara
  - Suco Tutuala

## Município Liquiçá

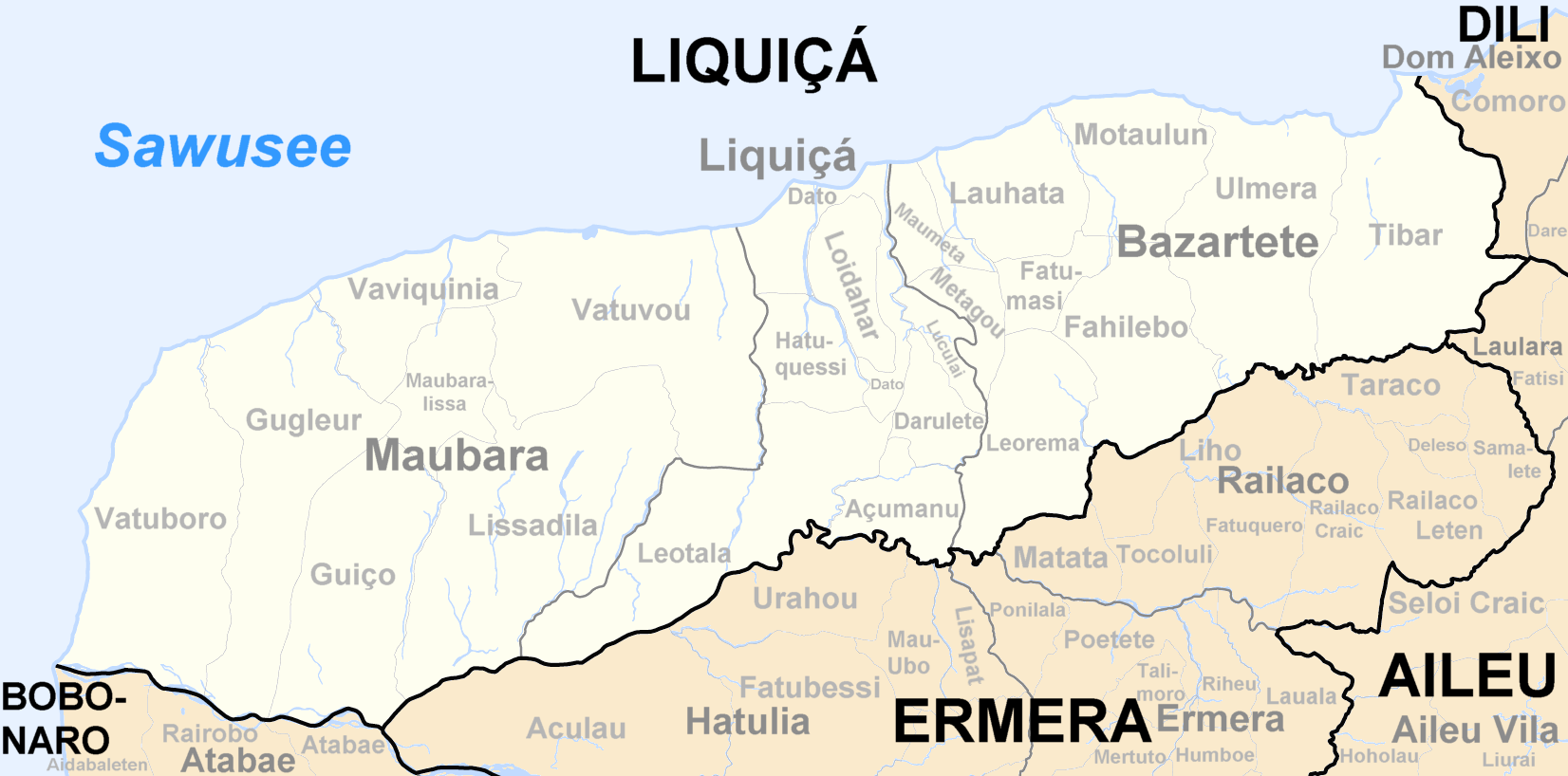
Sucos de Liquiçá

- Posto administrativo Bazartete
  - Suco Fahilebo
  - Suco Fatumasi
  - Suco Lauhata
  - Suco Leorema
  - Suco Maumeta
  - Suco Metagou
  - Suco Motaulun
  - Suco Tibar
  - Suco Ulmera
- Posto administrativo Liquiçá
  - Suco Asumano
  - Suco Darulete
  - Suco Dato
  - Suco Hatukesi
  - Suco Leotela
  - Suco Loidahar
  - Suco Lukulai
- Posto administrativo Maubara
  - Suco Guguleur
  - Suco Guico
  - Suco Lisadilia
  - Suco Maubaralisa
  - Suco Vatuboro
  - Suco Vatuvou
  - Suco Vaviquinia

## Município Manatuto

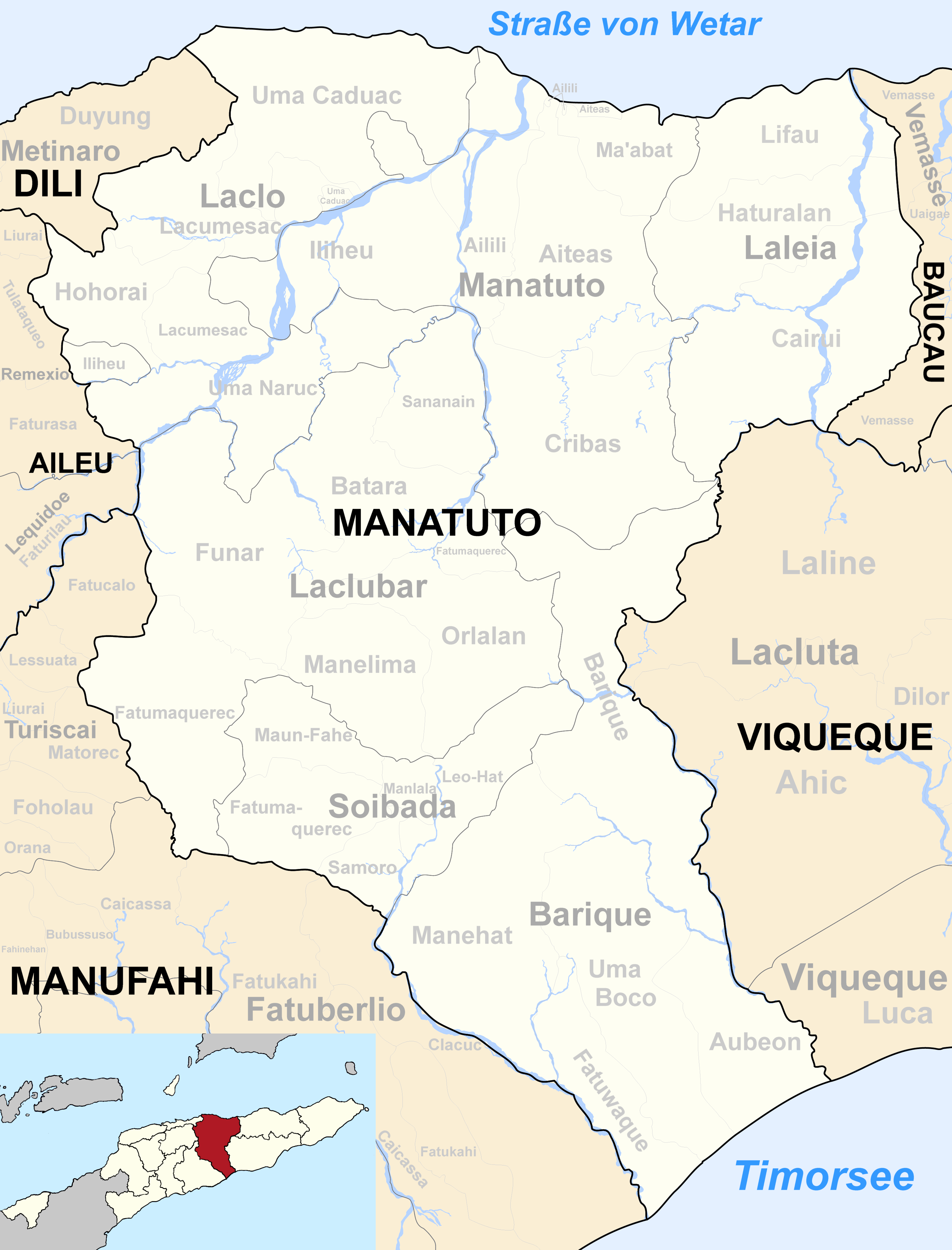
Sucos de Manatuto

- Posto administrativo Barique/Natarbora
  - Suco Aubeon
  - Suco Barique
  - Suco Fatuwaqui
  - Suco Manehat
  - Suco Umaboku
- Posto administrativo Laclo
  - Suco Hohorai
  - Suco Laku Mesak
  - Suco Umakaduak
  - Suco Umanaruk
- Posto administrativo Laclubar
  - Suco Bataram
  - Suco Fatumakerek
  - Suco Funar
  - Suco Manelima
  - Suco Orlalan
  - Suco Sananain
- Posto administrativo Laleia
  - Suco Cairui
  - Suco Hatularan
  - Suco Lifau
- Posto administrativo Manatuto
  - Suco Ailili
  - Suco Aiteas
  - Suco Cribas
  - Suco Iliheu
  - Suco Maabat
  - Suco Sau
- Posto administrativo Soibada
  - Suco Fatumakerek
  - Suco Leohat
  - Suco Manlala
  - Suco Maunfahe
  - Suco Samoro

## Município Manufahi

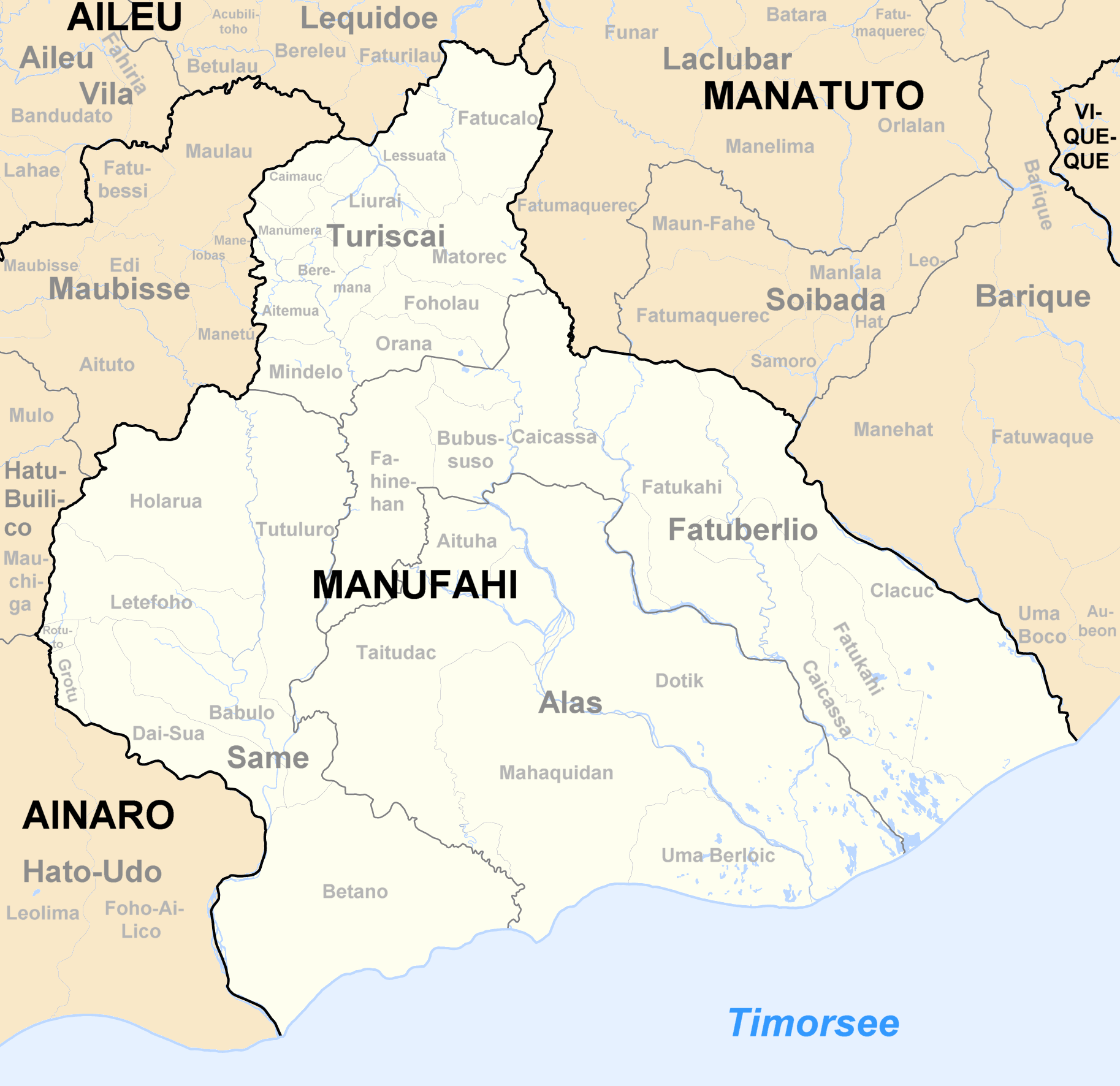
Sucos de Manufahi

- Posto administrativo Alas
  - Suco Aituha
  - Suco Dotik
  - Suco Mahaquidan
  - Suco Taitudak
  - Suco Uma Berloik
- Posto administrativo Fatuberliu
  - Suco Bubususu
  - Suco Fatukahi
  - Suco Kaikasa
  - Suco Klakuk
  - Suco Fahinehan
- Posto administrativo Same
  - Suco Babulu
  - Suco Betano
  - Suco Daisua
  - Suco Gratu
  - Suco Holarua
  - Suco Letefoho
  - Suco Rotutu
  - Suco Tutuluro
- Posto administrativo Turiscai
  - Suco Aitemua
  - Suco Beremana
  - Suco Fatukalo
  - Suco Kaimauk
  - Suco Foholau
  - Suco Lesuata
  - Suco Liurai
  - Suco Manumera
  - Suco Matorek
  - Suco Mindelo
  - Suco Orana

## Região Administrativa Especial de Oe-Cusse Ambeno
- Posto administrativo Nitibe
  - Suco Banafi
  - Suco Bebe Ufe
  - Suco Lela Ufe
  - Suco Suni Ufe
  - Suco Usi Taco
- Posto administrativo Oesilo
  - Suco Bobometo
  - Suco Usitakeno
  - Suco Usitasae

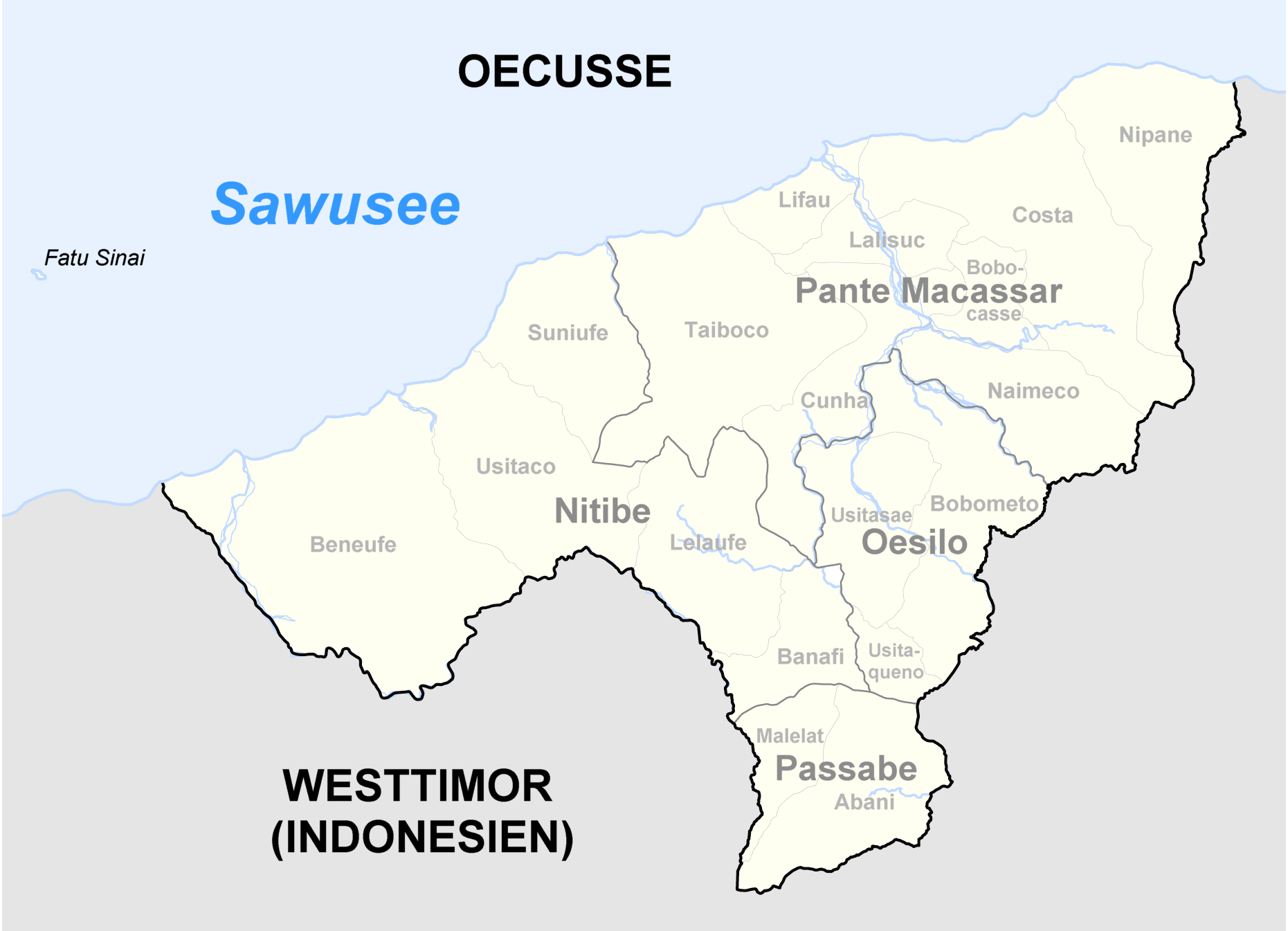
Sucos de Oe-Cusse Ambeno

- Posto administrativo Pante Macassar
  - Suco Bobocasae
  - Suco Costa
  - Suco Cunha
  - Suco Lalisuk
  - Suco Lifau
  - Suco Naimeco
  - Suco Nipane
  - Suco Taiboco
- Posto administrativo Passabe
  - Suco Abani
  - Suco Malelat

## Município Viqueque

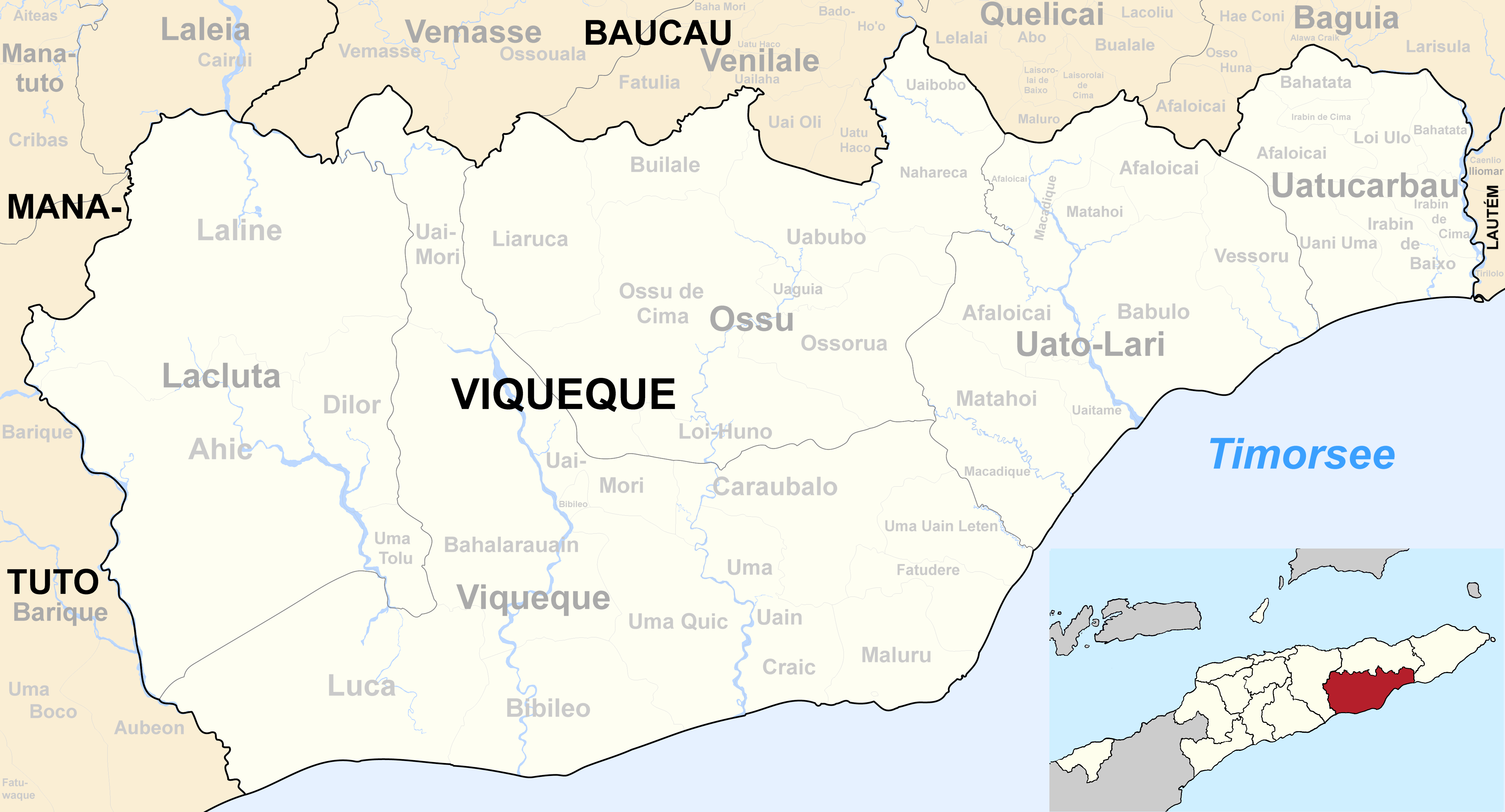
Sucos de Viqueque

- Posto administrativo Lacluta
  - Suco Ahic
  - Suco Dilor
  - Suco Laline
  - Suco Uma Tolu
- Posto administrativo Ossu
  - Suco Builale
  - Suco Liaruca
  - Suco Loi-Huno
  - Suco Nahareca
  - Suco Ossorua
  - Suco Ossu de Cima
  - Suco Uabubo
  - Suco Uaguia
  - Suco Uaibobo
- Posto administrativo Viqueque
  - Suco Bahalarauain
  - Suco Bibileo
  - Suco Caraubalu
  - Suco Fatu Dere
  - Suco Luca
  - Suco Maluru
  - Suco Uaimori
  - Suco Uma Qui’ic
  - Suco Uma Uain Craic
  - Suco Uma Uain Leten
- Posto administrativo Watu-Carbau
  - Suco Afaloicai
  - Suco Bahatata
  - Suco Irabin de baixo
  - Suco Irabin de cima
  - Suco Loi - Ulu
  - Suco Uani Uma
- Posto administrativo Watu-Lari
  - Suco Afaloicai
  - Suco Babulo
  - Suco Macadique
  - Suco Matohoi
  - Suco Uaitame
  - Suco Vessoru